# سنتز نامتقارن

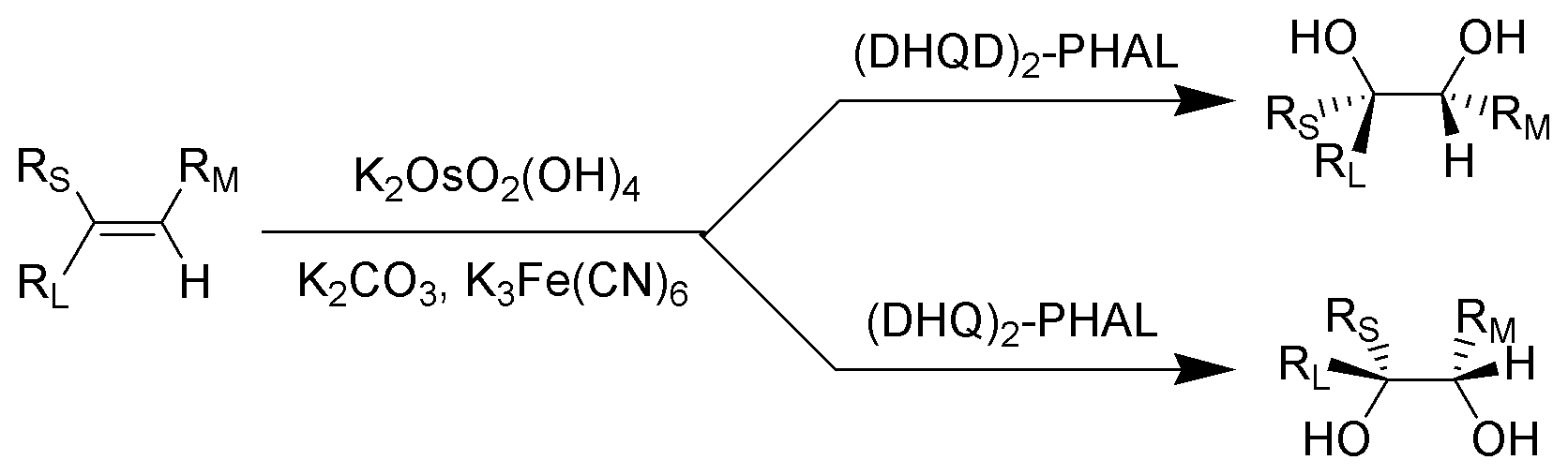
نمونه‌ای از یک واکنش انانتیو گزین که طی آن یک محصول واحد ولی با دو ایزومری فضایی مختلف ایجاد می‌کند.

سنتز انانتیو گزین (به انگلیسی: Enantioselective synthesis) که با نام سنتز کایرال (به انگلیسی: chiral synthesis) و سنتز نامتقارن (به انگلیسی: asymmetric synthesis) نیز شناخته می‌شود، طبق تعریف آیوپاک به واکنش یا رشته‌ای از واکنش‌های شیمیایی گفته می‌شود که منجر به تولید ایزومرهای فضایی (انانتیومر یا دیاسترومر) مختلف در یک واکنش با مقادیر نابرابر می‌شود.